# تفجير السفارة الإسرائيلية في بوينس آيرس
الهجوم على السفارة الإسرائيلية في بوينس آيرس كان تفجيرًا انتحاريًا تعرض له مبنى السفارة الإسرائيلية في الأرجنتين في بوينس آيرس، وقعت العملية في 14 رمضان 1412هـ الموافق لـ 17 مارس 1992م. وقُتل في الهجوم تسعة وعشرين مدنيًا وأُصيب 242 آخرون، غالبية الضحايا كانوا من المدنيين الأرجنتينيين
ولم يقتل إلا 4 إسرائيليين من بينهم زوجتا القنصل والسكرتير الأول في السفارة الإسرائيلية.

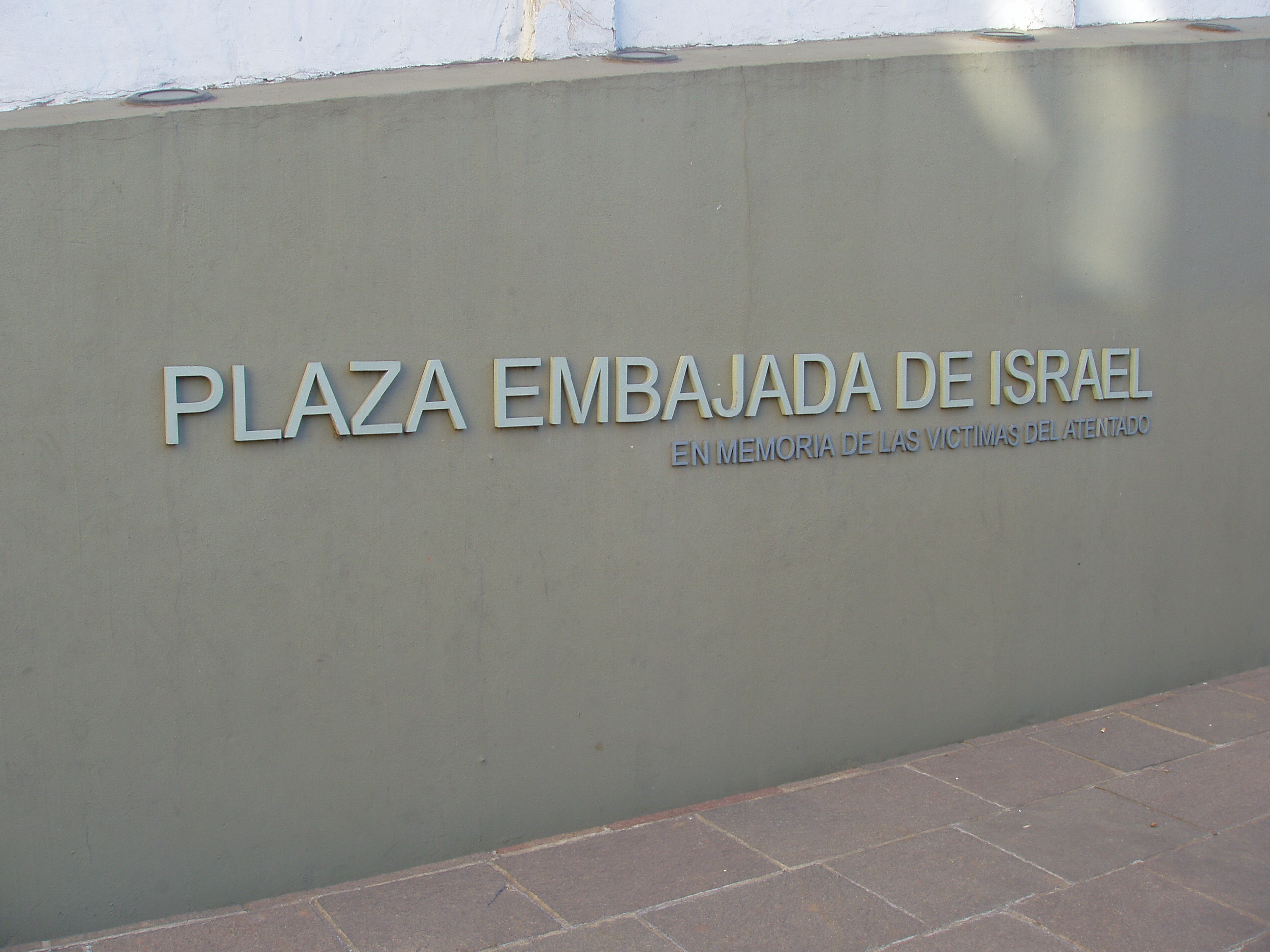
نصب تذكاري لضحايا الهجوم

## الهجوم

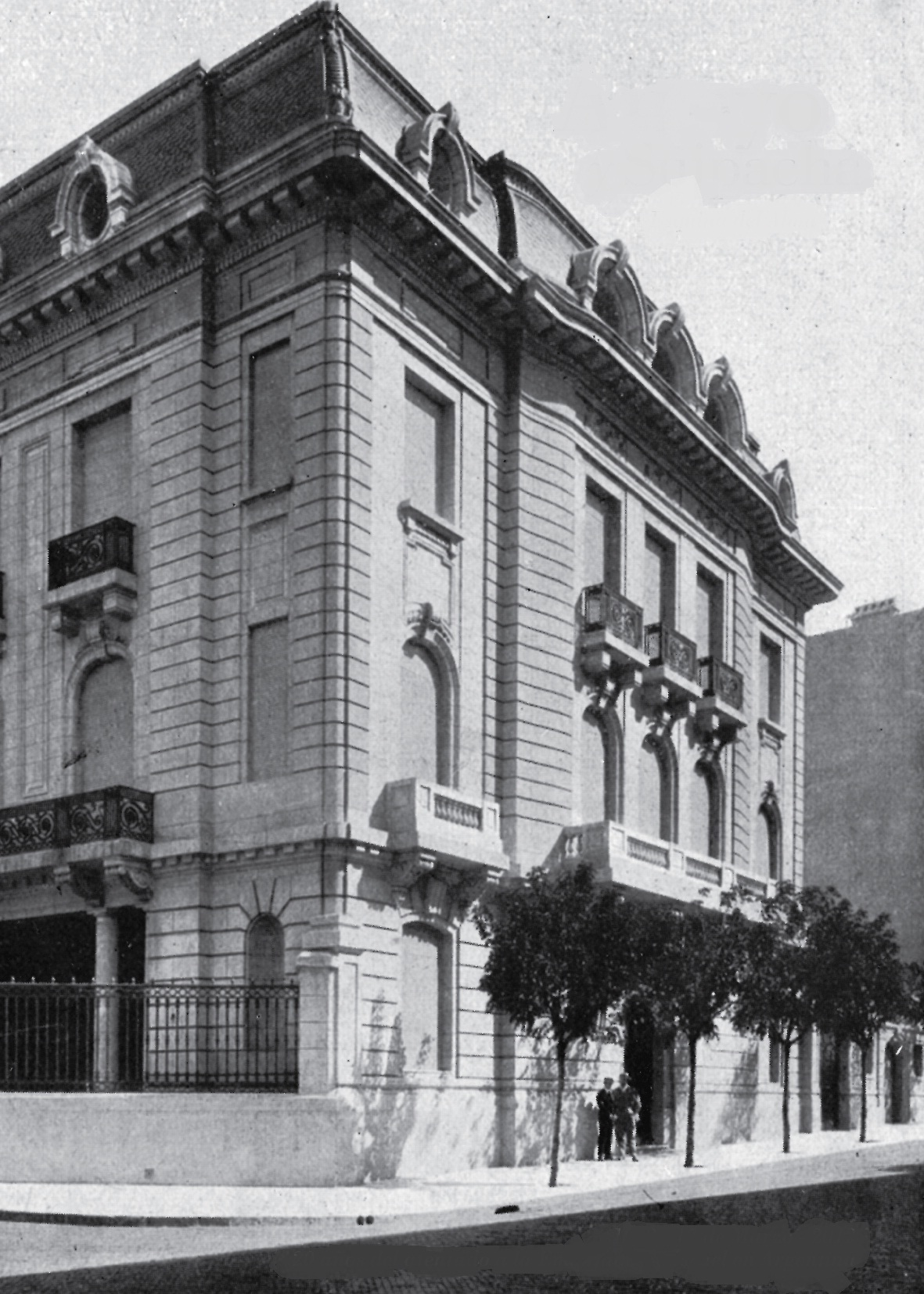
السفارة الإسرائيلية قبل التفجير.

في 17 مارس 1992م وعند الساعة 2:42 مساءً اصدمت شاحنة محملة بالمتفجرات بمبنى السفارة الإسرائيلية الواقعة بين شارعي أرويو (بالإسبانية:Arroyo) وسويباتا (بالإسبانية:Suipacha) فُجٍرت السفارة الإسرائيلية وحدثت أضرار كبيرة في كنيسة كاثوليكية مجاورة ومدرسة قريبة من السفارة أيضًا. لم يقتل من هذا التفجير إلا أربع إسرائيليين ومعظم الضحايا كانوا من الأرجنتينين المدنيين، بينهم العديد من الأطفال. وأدى الانفجار إلى مقتل 29 وإصابة 242. كان هذا التفجير أعنف تفجير في الأرجنتين حتى وقع تفجير آميا في عام 1994م، ويبقى هذا التفجير أعنف هجوم على بعثة دبلوماسية إسرائيلية حتى الآن.

### الوفيات
الكاهن خوان كارلوس برومانا كان واحدًا من الناس قتلوا وهو كاهن في الكنيسة الكاثوليكية الأم الحنونة الواقعة أمام السفارة. ومن بين القتلى كان هناك اثنتين من النساء الإسرائيليات كانتا زوجتا القنصل والسكرتير الأول في السفارة الإسرائيلية.

## تبني الهجوم
تبت الهجوم مجموعة تسمى حركة الجهاد الإسلامي اللبنانية يشتبه بتحالفها مع إيران وتشير تقارير أنها انحلت لاحقًا وانضمت لحزب الله وكان تبريرهم وراء هذا الهجوم هو الانتقام لاغتيال الأمين العام لحزب الله عباس الموسوي في فبراير 1992. نشرت الجماعة لاحقًا صورًا لمراقبتهم للسفارة قبيل التفجير.

## التحقيقات والاتهامات والاعتقالات
بعد التفجير أرسلت إسرائيل محققين إلى الأرجنتين للبحث عن أدلة ومعرفة كيف وقع الهجوم. كانت نتائج تحقيقاتهم أن علموا أن المهاجمين خططوا للهجوم في منطقة الحدود الثلاثية، حيث حدود الأرجنتين و الباراغواي و البرازيل التي فيها عدد كبير من المسلمين. كانت هناك رسائل تم اعتراضها من قبل وكالة الأمن القومي الأمريكية
كشفت أن هناك هجومًا إيرانيًا وشيكًا إلا أنها لم تستطع التنبأ بمكانه وزمانه، اتهم حزب الله وعماد مغنية من قبل الأرجنتين بتفجير السفارة الإسرائيلية وصدرت بحق عماد مغنية مذكرة اعتقال.وذكرت عدد من المصادر والتقارير عن تورط «حزب الله» بمساعدة سوريا في التفجير، لكن حزب الله وسوريا ينفيان تورطهما في هذه العملية.
في مايو 1998م، اعتقل محسن رباني، (الملحق الثقافي في السفارة الإيرانية في الأرجنتين حتى ديسمبر 1997) في ألمانيا وطردت الأرجنتين سبعة دبلوماسيين إيرانيين من البلاد، قائلةً أن هناك «دليلا مقنعا» بتورط إيران في التفجير. ومع ذلك، فإن أيا من المتهمين لم تتم محاكمتهم.

## التعاون الإيراني الأرجنتيني في مجال الطاقة النووية
الهجوم وقع عندما كانت إيران والأرجنتين تأملان في استئناف التعاون النووي، على الرغم من أن الأرجنتين قد أعلنت تعليق شحنات من المواد النووية إلى إيران قبل شهرين من القصف.